# Odostomia acuta

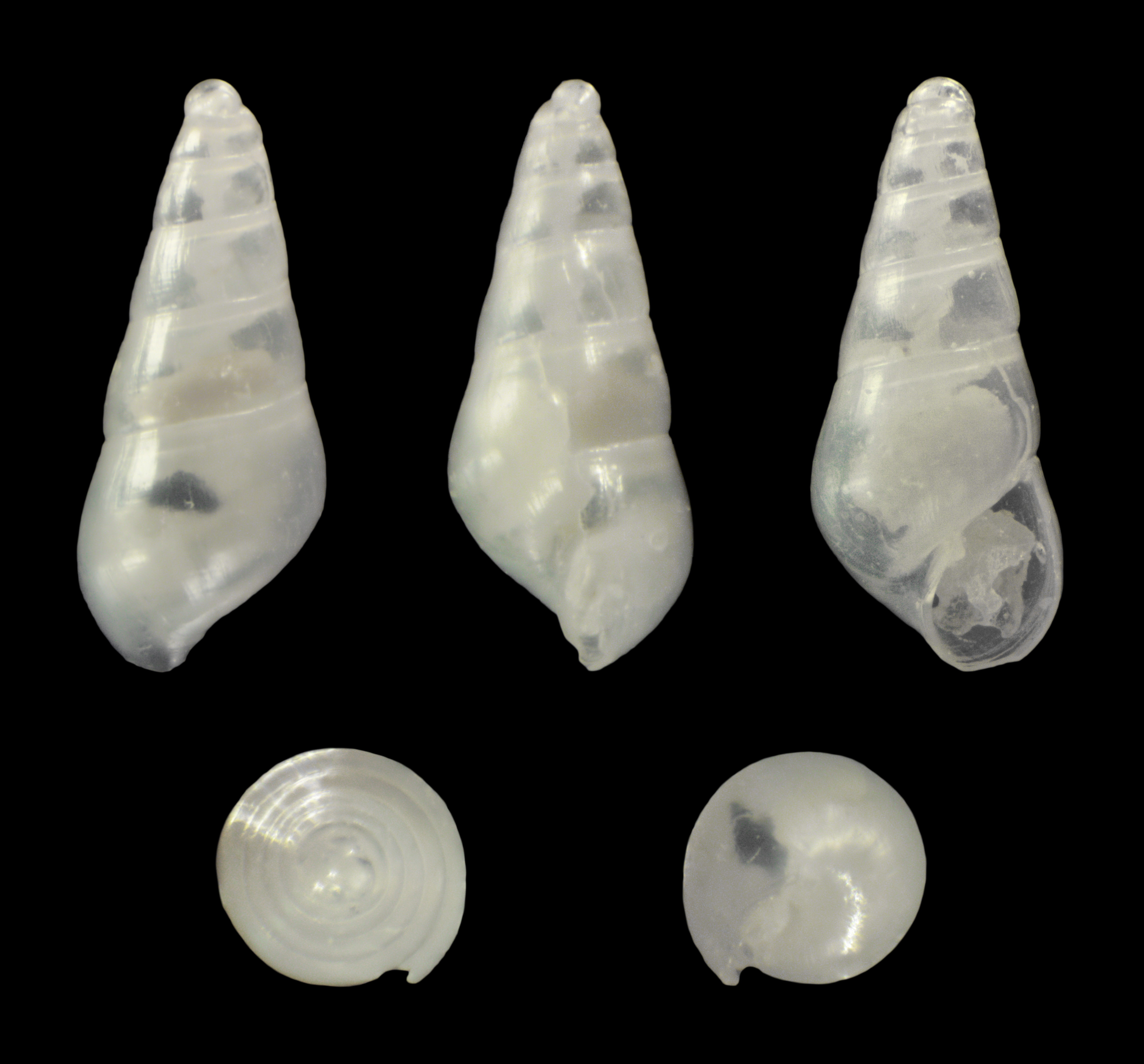
Odostomia acuta var. attenuata

Odostomia acuta är en snäckart som först beskrevs av John Gwyn Jeffreys 1848.  Odostomia acuta ingår i släktet Odostomia, och familjen Pyramidellidae. Arten är reproducerande i Sverige.